# Norra Murgatan 39

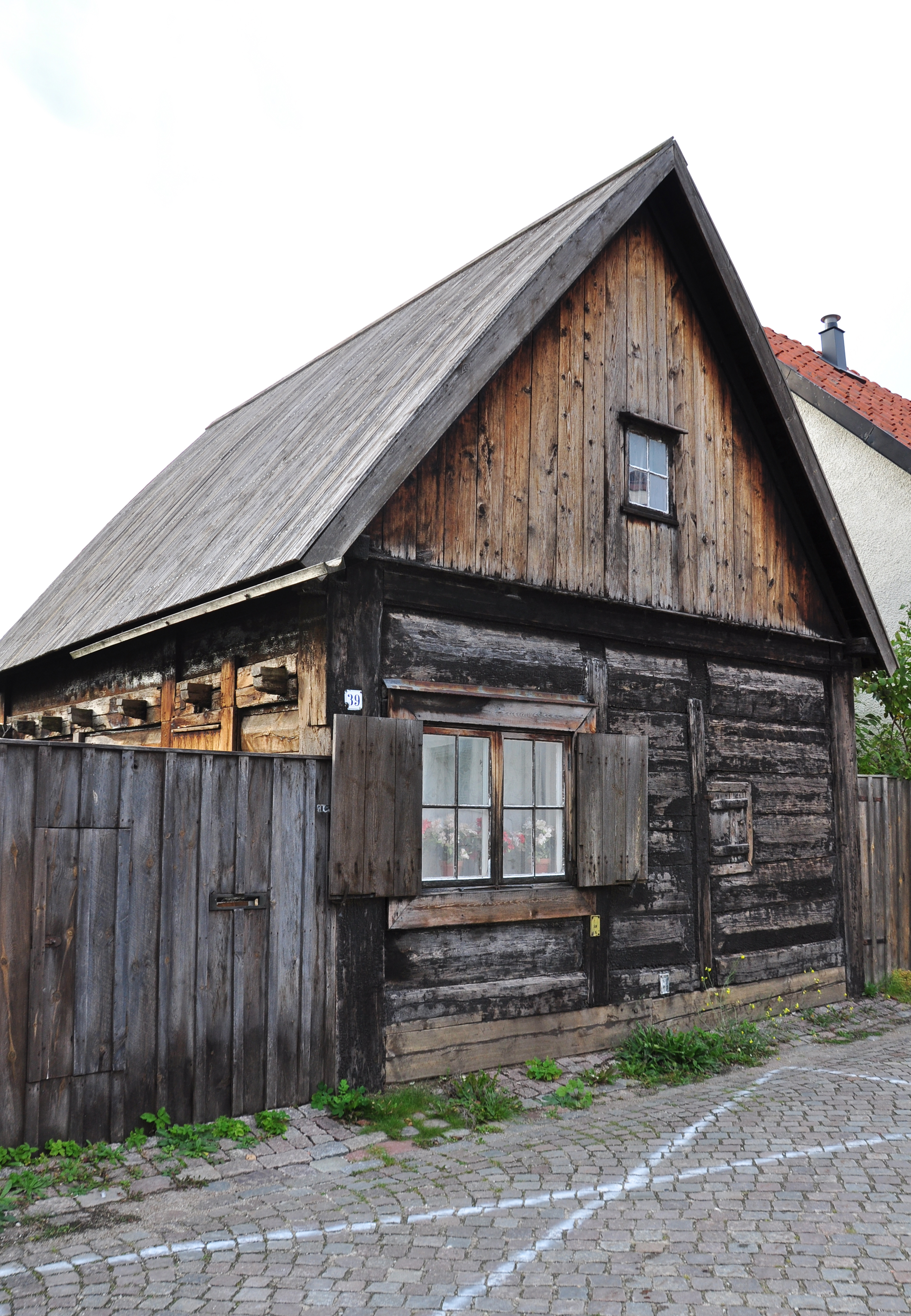
Norra Murgatan 39

Norra Murgatan 39 är en gård i Kvarteret porten, Visby.
Byggnaderna är i skiftesverk och av allt att döma är byggnaderna från 1600-talet, men har ursprungligen inte stått på den här tomten. Ingången låg ursprungligen på gaveln mot gatan och huset omfattade då endast förstuga och stuga, men har senare flyttats till långsidan, stugan har minskats och ett kök har tillkommit innanför förstugan. Köksspisens bakugn skjuter ännu ut på husets baksida. 1937 inköptes huset av Föreningen Gotlands fornvänner, av jordbrukaren Oskar Gottberg.